# 午猷造弥勒像

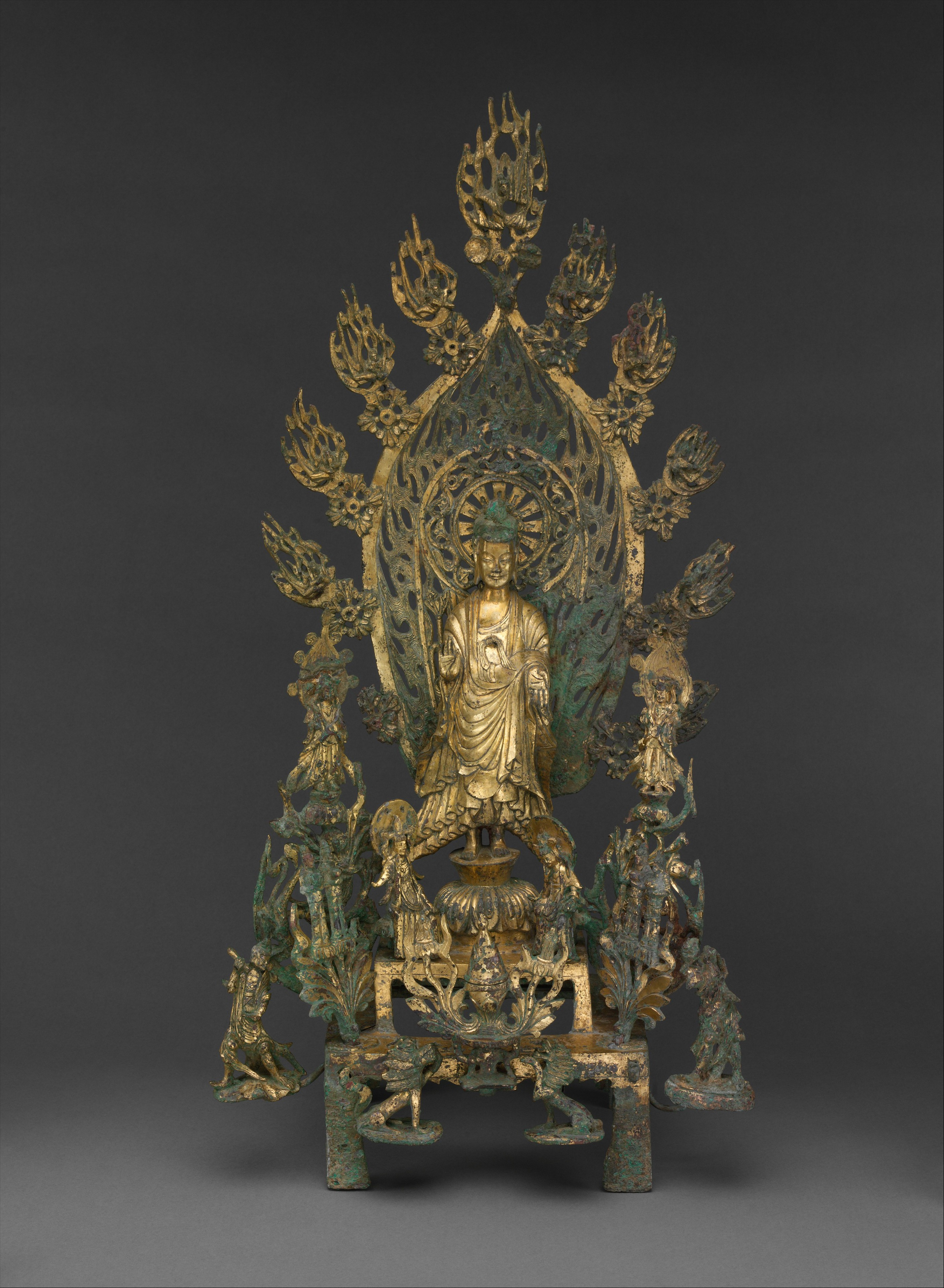
午猷造弥勒像（大都会艺术博物馆藏）

午猷造弥勒像是北魏正光五年（524年）午猷为纪念其逝去的儿子所造的青铜鎏金弥勒佛像。现藏于美国大都会艺术博物馆。

## 历史
午猷造弥勒像于1918年出土于河北正定县，最初由北平古董商俞淮清、俞宴斋、丁济谦三人购得。此后，日本山中商会北平分店经理高田义四郎高价收购了这尊造像，并将其送至山中商会纽约分店。1925年，小约翰·戴维森·洛克菲勒的夫人艾比·阿尔德里奇·洛克菲勒以22.5万美元购买了午猷造弥勒像与另一尊北魏铜鎏金佛像。1938年入藏大都会艺术博物馆。

## 描述
午猷造弥勒像高77厘米，其造型精美、铸造工艺复杂，共包括一立佛、二立菩萨、二思惟菩萨、四供养菩萨、二力士，加之二博山炉以及二狮子。造像上镌有发愿文以纪念其亡儿：
|  | 大魏正光五年九月戊申朔十八日，新市县□午猷，为亡儿□秩造弥勒像一躯，愿亡儿，居家眷属常与佛念。 |